# ドットハック セカイの向こうに
『ドットハック セカイの向こうに』（ドットハック セカイのむこうに）は、2012年（平成24年）公開のアニメーション映画作品。本項ではコンプティークにて連載された『ドットハック Sora:セカイの向こうに』についても解説する。

## 概要
メディアミックスプロジェクト『.hack』シリーズの作品で、『.hack』アニメシリーズとしては第10弾。シリーズ初の映画作品。時系列的には2011年（平成23年）にリリースされたOVA『.hack//Quantum』の後に連なる。シリーズで唯一『ドットハック』とカタカナ表記されており、従来のシリーズ通りの表記では『.hack//The Movie』。劇場公開は3Dのみ。福岡県柳川市が舞台となった。
また、通常の映画とは違いゲーム映画とされており、製作は全てゲームの仕様書基準で製作されている。ゲーム映画ということについて.hack//G.U. TRILOGYの会見にて、宇野澤伸がサイバーコネクトツーの作る映画は普通の映画ではなくゲーム映画であると言及している。ゲーム映画であるためソフト化の際は映像作品としてでなく、PlayStation 3のゲームソフトとして販売された。
2012年1月には「特番放送決定! 劇場版『ドットハック セカイの向こうに』話題沸騰! 緊急スペシャル!」として各県域放送テレビにて放送された。

## 登場人物
名称の表記順は「リアル」の人物、操作する「THE WORLD」のプレイヤーキャラ。
「職業」名は『THE WORLD FORCE:ERA』におけるジョブを表す。

### 主要人物
有城 そら（ユウキ ソラ）
声 - 桜庭ななみ
本作の主人公。福岡県柳川市に住み、地元の柳川中学校に通う1年生の女子。祖父の影響で流行にあまり興味がなかった。
カイト（職業 - 双剣士）
声 - 桜庭ななみ / 相田さやか（.hack//Link）
少年キャラクターだが、あくまで『そら』が男を演じているため、普段は中性的でコミカルに動く。慌てた時など、ふとした時に女の子っぽい仕草がでる。
『.hack//Link』では隠しキャラクターとして、本編に先行して登場している。名前は「カイト（そら）」。本編公開前の作品のため、キャストや性格などが一部異なるものとなっている。

岡野 智彦（オカノ トモヒコ）
声 - 田中圭
有城そらの幼なじみでクラスメイトの男子。あだ名はモヒコ。ゲームが得意で学校でも人気者。ゲーム内でそらに告白する。
バルドル（職業 - 聖騎士）
声 - 檜山修之
現実の智彦が見た目通りの騎士をロールしている。凛々しさを感じさせる動きをするが、挨拶など所々で地が出るため節々に少しラフな感じが出ている。ギルド『クルセイド』のマスターであり、艦隊指揮をとる。

田中 翔（タナカ カケル）
声 - 松坂桃李
有城そらのクラスに都会からやって来た転校生の男子（本編では時間が経っているためクラスに馴染んでいる）。いわゆるガリ勉タイプで寡黙な男子だが、ゲームに興味のない有城そらにFMDを渡すなど強引な所もある。
ゴンドー（職業 - 狂戦士）
声 - 増谷康紀
戦闘時の動作は、武器の大剣重量が相当あるため俊敏とはいえないが、豪快に敵を薙ぎ倒す。普段はキャラの見た目とは裏腹に、人当たりがよく、どっしりとして安定感を得られるような落ち着きのある動きをする。

### その他の人物
戸倉 知永子（トクラ チエコ）
声 - 井上麻里奈
有城そらのクラスメイトの女子。いつも落ち着いており、グループの中心でまとめ役になることが多い。
ダーシャ（職業 - 闇騎士）
戸倉知永子のPC。姉御肌でゲームでもパーティのまとめ役になっている。

長谷部 果歩（ハセベ カホ）
声 - 福井裕佳梨
有城そらのクラスメイトの女子。気さくな娘で孤立しがちだった有城そらを気にかけていた。
マサル・セブン（職業 - 冒険家）
長谷部果歩のPC。リアルと同じく常に走り回っているイメージが多い。武器は「ボウガン」を使って戦う。

有城 武生（ユウキ タケオ）
声 - 緒方賢一
有城そらの祖父。そらからは「じぃじ」と呼ばれている。柳川で川下りの船頭を勤めており頑固でハイテク嫌い。
タケ！（職業 - 狙撃士）
長身黒髪のPC。飛空艇を所持している。

有城 日和（ユウキ ヒヨリ）
声 - 豊口めぐみ
有城そらの母親。ALGOS社で働いている夫は単身赴任中。

蒲池 友香（カマチ ユカ）
声 - 勝生真沙子
有城武生の友人の女性。もともとは福岡に住んでいたが、本編までに大阪に引っ越している。
K-ケイ（職業 - 大僧侶）
タケ！と親しい女性PC。

デビッド・スタインバーグ
声 - Greag Dale
NABワシントン本部で勤務する鼻炎持ちの関西弁でしゃべる調査員。事件の際に有城そらに接触してきた。
時代的に少し前を描いた『.hack//bullet』にも登場。
クサメ（職業 - 紋章王）
「アヌビス」の様な黒いイヌヒトPC。リアルと同じく関西弁で話す。リヴィジョンが異なる『.hack//bullet』でも同型のPCを使用している。

エレノア
声 - Julia Yermakov
NABワシントン本部で勤務する調査員。現場で調査するデビッドを本部から支援する。
まことさん
声 - 藤田咲
有城そらが所有する2021年モデルのサーバーロボ。そらの父が社内販売で入手したもの。THE WORLD内では『オトモ機能』としてカイトの補助を行う。
ソフィア
ALGOS社が開発・販売しているコンピュータウィルス駆除ソフト。1体の指揮官型と多数の量産型でチームを組んでウィルス除去作業を行う。
アウラ（オリジン）
カイトがゲームをはじめてまもなく出会った『幽霊の女の子』。

## 用語
サーバーロボ
携帯端末から経由してPCや家電などを操作するためのサーバー。インターネット上にAIが存在し音声認識で操作を行える。
NAB
ワシントンD.C.に拠点を置くネットワーク調査局。国連の下部組織の一つで、デジタルハザードやサイバーテロの捜査を担当し、世界中のネットワークを監視している。
ウィルスバグ
今回の事件の原因である『黒い影』。PFWが開発に携わっており、データ改変能力を備えている。

## スタッフ
- 監督 - 松山洋
- 脚本 - 伊藤和典
- キャラクター原案 - 貞本義行
- キャラクターデザイン - 細川誠一郎、拓、竹田奈央、田中優、藤本美樹、湯之上司、toi8、尾崎智美
- コンセプトデザイン - 新里裕人、澤村晋作
- 演出 - 古賀理恵、中村友紀
- 絵コンテ - 古賀理恵、小田一宏、動画工房（岩崎太郎、三原武憲）、スタジオライブ（博多正寿）
- 美術監督 - 山口一夫
- 美術設計 - 竹田奈央、岡田義之
- 音楽 - 福田考代
- 音響監督 - 福田憲克
- 映像制作 - サイバーコネクトツー sai、アニマ
- 配給 - アスミック・エース
- .hack Conglomerate - バンダイナムコゲームス、バンダイビジュアル、博報堂DYメディアパートナーズ、フライングドッグ

## 音楽

### 主題歌
『光をあつめて』
作詞・作曲・唄 - KOKIA / 編曲 - 浦清英

### 挿入歌
『with friends!』
作詞・作曲 - 福田考代（LieN） / 唄 - 三谷朋世（LieN）
『つながるセカイ』
作詞・作曲 - 福田考代（LieN） / 唄 - 三谷朋世（LieN）

### サウンドトラック
| #   | タイトル                             | 作詞 | 作曲・編曲 |
| --- | ------------------------------------ | ---- | ---------- |
| 1.  | 「帰路」                             |      |            |
| 2.  | 「お出かけ」                         |      |            |
| 3.  | 「Log In」                           |      |            |
| 4.  | 「マク・アヌ」                       |      |            |
| 5.  | 「Contact」                          |      |            |
| 6.  | 「リンク」                           |      |            |
| 7.  | 「School days」                      |      |            |
| 8.  | 「start button」                     |      |            |
| 9.  | 「with friends! ／三谷朋世（LieN）」 |      |            |
| 10. | 「ロスト・グラウンド」               |      |            |
| 11. | 「黄昏」                             |      |            |
| 12. | 「告白」                             |      |            |
| 13. | 「忌まわしき“波”」                   |      |            |
| 14. | 「消せないキモチ」                   |      |            |
| 15. | 「意識不明」                         |      |            |
| 16. | 「BRIEFING」                         |      |            |
| 17. | 「出撃」                             |      |            |
| 18. | 「fall down」                        |      |            |
| 19. | 「崩壊する世界」                     |      |            |
| 20. | 「反撃の狼煙」                       |      |            |
| 21. | 「決戦」                             |      |            |
| 22. | 「Hope」                             |      |            |
| 23. | 「つながるセカイ／三谷朋世（LieN）」 |      |            |

## Blu-ray/DVD
2012年6月28日発売。Blu-rayは『ドットハック セカイの向こうに+Versus Hybrid Pack』として発売。また初回限定生産版として".hack//Live 激奏"などの映像DVDといった特典の付いた『ドットハック セカイの向こうに+Versus Hybrid Pack THE WORLDエディション』も発売された。

### .hack//Versus
Blu-ray版は映像の他にPlayStation 3で起動した場合、対戦格闘ゲーム『.hack//Versus』もプレイできる。作中設定は“2025年（『ドットハック セカイの向こうに』の翌年）にモニターを集ってクローズドオープンしたオンライン対戦ゲーム「VERSUS:The World」をプレイヤーが遊びはじめる”という設定になっている（このゲームの詳細な設定はリンク先を参照のこと）。
ゲームとしては「触れる映画」をコンセプトに、手軽に爽快な必殺技・コンボ技をキメられる間口の広さと細かい特殊技を極められる奥深さ＋オンライン対戦モードが実装され、単なる“映画のおまけ”に留まらないゲームとなっている。

#### .hack//Versus登場キャラクター
『.hack』歴代作品に登場した主役級キャラクターのアバターをプレイヤーが操る。キャラクターの詳細については「.hackシリーズの登場人物」を参照。
そら
声 - 桜庭ななみ（そら）/ 藤田咲（まことさん）
『ドットハック セカイの向こうに』より。ゲーム作品には初登場となる。オプション的存在として「まことさん」も登場。
司（つかさ）
声 - 斎賀みつき
『.hack//SIGN』より。
ハセヲ
声 - 櫻井孝宏
『.hack//G.U.』より。
オーヴァン
声 - 東地宏樹
『.hack//G.U.』より。
9（九竜トキオ）
声 - 三瓶由布子
『.hack//Link』より。彼は『The World』のキャラクターではなく“リアルデジタライズした本人”として登場するため、時系列的に『Link』の頃より大人びている。
カイト
声 - 相田さやか
『.hack//』より。
サクヤ
声 - 花澤香菜（サクヤ）/ 小倉唯（ハーミット）
『.hack//Quantum』より。ゲーム作品には初登場。相棒的存在として「ハーミット」も登場し、共に戦う。
ブラックローズ
声 - 浅野真澄
『.hack//』より。

### ゲームサウンドトラック
| #   | タイトル                            | 作詞 | 作曲・編曲 |
| --- | ----------------------------------- | ---- | ---------- |
| 1.  | 「データインストール」              |      |            |
| 2.  | 「ヒトヒラ / 歌：三谷朋世（LieN）」 |      |            |
| 3.  | 「デスクトップ」                    |      |            |
| 4.  | 「VERSUS：The World」               |      |            |
| 5.  | 「YOMOYAMA RECORDS」                |      |            |
| 6.  | 「キャラクターセレクト」            |      |            |
| 7.  | 「激闘の予感」                      |      |            |
| 8.  | 「バトルリザルト」                  |      |            |
| 9.  | 「オンラインVS」                    |      |            |
| 10. | 「次代の勇者」                      |      |            |
| 11. | 「二人は絶対☆無敵！」               |      |            |
| 12. | 「黒衣の復讐者」                    |      |            |
| 13. | 「伝説の蒼炎」                      |      |            |
| 14. | 「黒薔薇の戦士」                    |      |            |
| 15. | 「彷徨う魂」                        |      |            |
| 16. | 「再誕の求道者」                    |      |            |
| 17. | 「その名は9」                       |      |            |
| 18. | 「戦慄の影」                        |      |            |
| 19. | 「別れの刻」                        |      |            |
| 20. | 「晴天桜花 / 歌：三谷朋世（LieN）」 |      |            |
| 21. | 「雪原の逃亡者」                    |      |            |
| 22. | 「mama」                            |      |            |
| 23. | 「奇襲」                            |      |            |
| 24. | 「母なる地球のために」              |      |            |
| 25. | 「大いなる再生」                    |      |            |

### タナトスレポート
『.hack//Versus』のストーリーモードをクリアすると出現するアニメで、『ドットハック セカイの向こうに』に登場したデビッドによって「ネットワーククライシス」の真実が解明された。ストーリーは「セカイの向こうに」本編が終わった直後の2024年末から2025年。実質的な3rdシーズンプロジェクトの最終作品と位置付けられている。

#### タナトスレポートの登場人物
デビッド・スタインバーグ
声 - （日本）Greag Dale　→　（アメリカ）川島得愛
NABワシントン本部で勤務する鼻炎持ちの関西弁でしゃべる調査員で本編の主人公。FBIのメンバーでもある。オリジン（アウラ）を回収するもアメリカ・ワシントンに渡ってすぐ『敵』に襲われ約1年間、逃亡生活をすることに。その間に左腕は義手に左目を義眼になっていた。その後、追い詰められ命尽きる間際にアウラの入ったチップを川に放棄。
エレノア
声 - 恒松あゆみ
NABワシントン本部でデビッドの補佐をする女性で、FBIのメンバーでもあった。『mama』の乗っ取りを企てデビッドにドミニクを殺させるも、アウラの奪還に失敗、死亡。
佐伯令子
声 - 小林沙苗
NAB東京支部で働く女性。本部のデビッドを見送った後、曽我部より『mama』について協力を求められるが断る。その後、13番目の番匠屋ファイルを渡された。
曽我部隆二
声 - 杉田智和
ネットワークトラブル・コンサルタントの事務所を経営している男性。だらだらと中身のない話をするクセがある。佐伯令子に協力を求めるが断られる。その後、失われていた13番目の番匠屋ファイルを佐伯に渡した。
ドミニク・ド・ミラボー
声 - 滝沢久美子
『mama』女党首。デビッドが本部に突撃した時にはすでにベッドの上からは動けないほど老衰していた。デビッドが予備のチップを破壊して見せると発狂して死亡。
田中翔
声 - 松坂桃李
1年ほど前から夢に見る湖を求めてアメリカの自然公園にやってきた少年。そこでアウラのチップを拾い上げる。その眼には何かが写りこむ。

## 漫画
『ドットハックSora（ソラ）:セカイの向こうに』
シナリオ涼風涼、漫画ヤミーゴ。2012年1月号から2012年7月号まで連載。コミックスは2012年7月10日発売 ISBN 978-4041203699。